# Ямусукро
Ямусу́кро (фр. Yamoussoukro [jamusukʁo]; местное произношение: [jamsokʁo]) — административная столица Кот-д’Ивуара. На 2014 год население оценивается как 355 573 жителя.
Город расположен в 240 километрах к северу от крупнейшего города страны Абиджана на автостраде, ведущей от Абиджана в Буркина-Фасо. 
Ямусукро является родным городом первого президента страны Уфуэ-Буаньи, чем и объясняется перенос в него в 1983 году столицы из Абиджана. В городе расположена резиденция президента и штаб-квартиры крупнейших политических партий. В настоящее время важный транспортный узел, действует международный аэропорт. Пищевые и деревообрабатывающие предприятия. В районе Ямусукро выращивают кофе, какао, ямс, бананы и другие сельскохозяйственные культуры; разведение крупного рогатого скота, овец, коз.

## Этимология
Город основан в 1905 году на месте деревни и унаследовал её название Ямусукро, где кро на языке бауле «деревня», а Ямусу — личное имя её основателя.

## Достопримечательности
В Ямусукро находится самая большая в мире церковь — базилика Нотр-Дам-де-ла-Пэ, в архитектуре которой переосмыслены мотивы собора св. Петра в Риме. В здании высотой 158 метров помещается 7000 прихожан на сидячих местах и ещё 11 тыс. стоя, для его строительства завозили мрамор из Италии и цветное стекло из Франции.